# 贝克霍尔茨-迈恩堡
贝克霍尔茨-迈恩堡（德語：Berkholz-Meyenburg，發音：[ˈbɛʁkhɔlts ˈmaɪənbʊʁk]）是德国勃兰登堡州乌克马克县曾经的一个市镇，面积11.76平方千米，2019年9月30日人口为1,230人。2022年4月19日，贝克霍尔茨-迈恩堡与另外2个市镇并入市镇奥得河畔施韦特。